# Claudio Muccioli
Claudio Muccioli (1958) è un politico sammarinese.
Ha ricoperto la carica di Capitano Reggente della Repubblica di San Marino da ottobre 2005 ad aprile 2006, assieme ad Antonello Bacciocchi. È membro del Partito Democratico Cristiano Sammarinese.